# Божович, Виктор Ильич
Ви́ктор Ильи́ч Божо́вич (22 апреля 1931 — 15 августа 2021) — советский и российский критик и киновед. Кандидат искусствоведения (1962).

## Биография
Родился 22 апреля 1931 года в Москве. Вскоре семья переехала в Харьков, где его мать, Лидия Ильинична Божович, работала старшим научным сотрудником психологического сектора Всеукраинской психоневрологической академии. В сентября 1935 года семья вернулась в Москву.
В 1955 году окончил филологический факультет Ленинградского государственного университета. В 1955—1957 годах работал научным сотрудником отдела научной обработки иностранного фильмофонда Госфильмофонда СССР. Затем учился в аспирантуре сектора истории кино Института истории искусств АН СССР (ныне — Государственный институт искусствознания)
В 1962 году защитил диссертацию на соискание ученой степени кандидата искусствоведения по теме «Творчество Жака Фейдера и его роль в становлении реализма во французском кино».
С 1961 по 1966 год — младший научный сотрудник, с 1966 по 1991 год — старший научный сотрудник Института истории искусств.
Член Союза кинематографистов СССР и России.
8 апреля 1986 года в ходе выдвижения кандидатов на съезд Союза кинематографистов СССР предложил добавить в списки для голосования другие кандидатуры, помимо официозных, тем самым впервые сделав выборы альтернативными.
Выступал в печати с 1957 года. Автор ряда книг и статей по зарубежному кино. Публиковался в сборниках «Мир искусства», «Западное искусство. XX век», «Экран» и других, в журналах «Искусство кино», «Советский экран», «Дружба народов», «Киноведческие записки» и других, в газетах «Известия», «Советская культура», «Экран и сцена».
С 1998 года — автор и ведущий программы «Кино вчера и сегодня» на канале «Культура».

## Семья
Был женат на критике Нелли Джамоевне Гаджинской. Их дочь Мария Божович замужем за литературоведом и телеведущим Александром Архангельским.